# Shaq Buchanan
Leroy "Shaq" Buchanan (Madison, Misisipi, 30 de enero de 1997) es un baloncestista estadounidense que pertenece a la plantilla del Ironi Nes Ziona B.C. en la Ligat ha'Al israelí. Con 1,91 metros de estatura, juega en la posición de escolta.

## Trayectoria deportiva

### Universidad
Pasó dos años en el Northeast Mississippi Community College de Booneville (Misisipi), perteneciente a la NJCAA, en los que promedió 16,3 puntos, 6,3 rebotes y 3,0 asistencias por partido, Fue All-American de la NJCAA y firmó con Murray State de la División I de la NCAA.
Jugó dos temporadas con los Racers de la Universidad Estatal Murray, en las que promedió 11,1 puntos, 4,1 rebotes, 1,4 asistencias y 1,7 robos de balón por partido. En su última temporada fue incluido en el mejor quinteto de la Ohio Valley Conference y elegido jugador defensivo del año de la conferencia.

### Profesional
Tras no ser elegido en el Draft de la NBA de 2019, disputó las Ligas de Verano de la NBA con los Memphis Grizzlies, jugando nueve partidos en los que promedió 5,3 puntos y 1,4 rebotes. El 17 de octubre, Buchanan firmó con los Grizzlies, pero fue directamente asignado a los Memphis Hustle, su filial en la  la NBA G-League. Hasta el parón de la liga por el coronavirus  promedió 11,1 puntos y 4,8 rebotes por partido.
El 25 de diciembre de 2021, Buchanan firmó un contrato de 10 días con los Memphis Grizzlies. Disputa 2 encuentros en la NBA y tras ese periodo, el 4 de enero, regresa a los Memphis Hustle.
En la temporada 2022-23, firma por el Ironi Nes Ziona B.C. en la Ligat ha'Al israelí.

## Estadísticas de su carrera en la NBA

### Temporada regular
| Año     | Equipo  | PJ | PT | MPP | %TC  | %3P  | %TL | RPP | APP | ROB | TPP | PPP |
| ------- | ------- | -- | -- | --- | ---- | ---- | --- | --- | --- | --- | --- | --- |
| 2021-22 | Memphis | 2  | 0  | 5.0 | .250 | .000 | -   | 1.0 | 1.0 | .5  | .0  | 1.0 |
| Total   | Total   | 2  | 0  | 5.0 | .250 | .000 | -   | 1.0 | 1.0 | .5  | .0  | 1.0 |